# Старопичингушанские Выселки
Старопичингушанские Выселки — деревня в Ельниковском районе Мордовии России. Входит в состав Стародевиченского сельского поселения.

## История
В «Списке населённых мест Пензенской губернии за 1869» Старопичингушанский Выселок казенная деревня из 5 дворов Краснослободского уезда.

## Население
| 2002 | 2010 |
| ---- | ---- |
| 4    | ↗8   |

Национальный состав
Согласно результатам Всероссийской переписи населения 2002 года, в национальной структуре населения мордва-мокша составляли 100 %.